# Bulevardul Gheorghe Magheru
Bulevardul Magheru este un bulevard central din București. Construit la începutul secolului XX, poartă numele generalului Gheorghe Magheru. Împreună cu Bulevardul Bălcescu, Magheru leagă Piața Romană de Piața Universității iar în anii 1930-1940 reprezenta una din arterele cele mai moderne ale Bucureștiului.  Timp de mai mulți ani a fost și una din cele mai scumpe artere comerciale din lume conform Cushman & Wakefield.

## Clădiri, monumente, locuri importante
Întregul bulevard între str. Pictor Verona și str. C. A. Rosetti este clasat ca monument istoric, cu codul B-II-a-A-19113 și denumirea Ansamblul de arhitectură „Bd. General Gheorghe Magheru”.
Alte clădiri notabile de pe bulevardul Magheru includ:
- Palatul Societății de Gaz și Electricitate
- Restaurantul "Grădinița"
- Cofetăria "Casata"
- Casa D.A. Sturdza: în prezent aici funcționează librăria Cărturești
- Magazinul "Eva"
- Blocul ARO (Patria): construit între 1929-1931
- Cinema Scala
- Teatrul Nottara
- Hotel Ambasador
- Hotel Lido
- Clădirea CICLOP: prima parcare supraetajată, construită în 1928
- Blocul ITB
- Blocul Scala

## Galerie de imagini

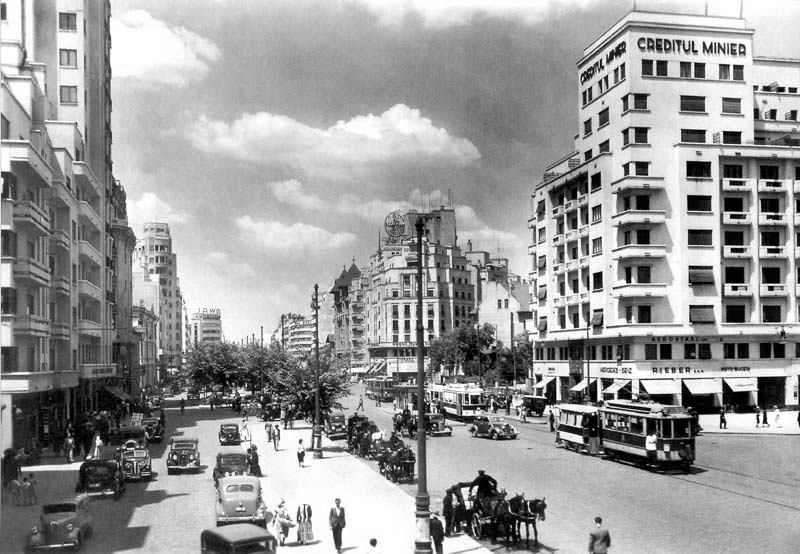
Bulevardul Magheru în perioada interbelică
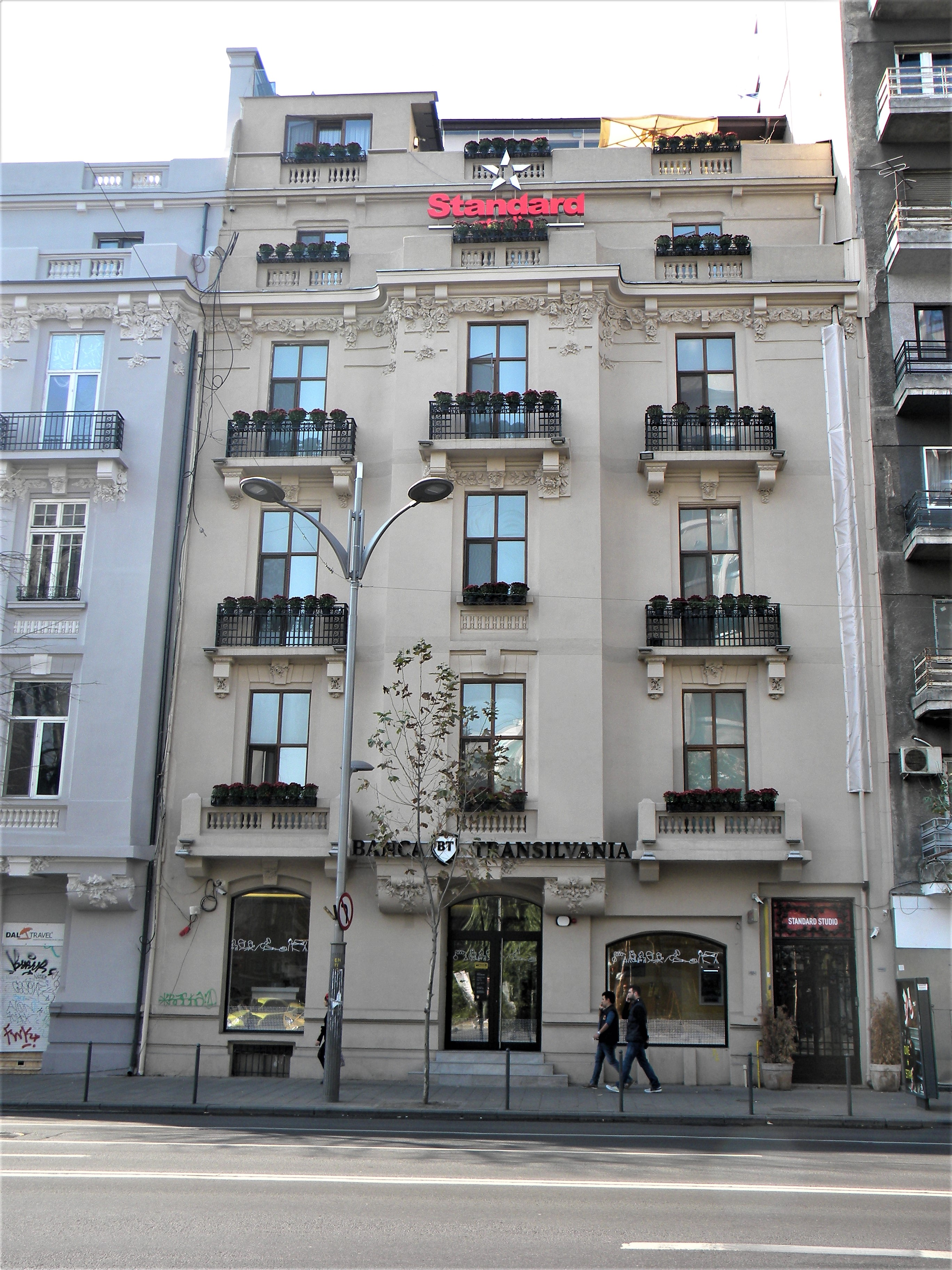
Bulevardul Magheru în anul 2017